# Bazilika Panny Marie Sněžné

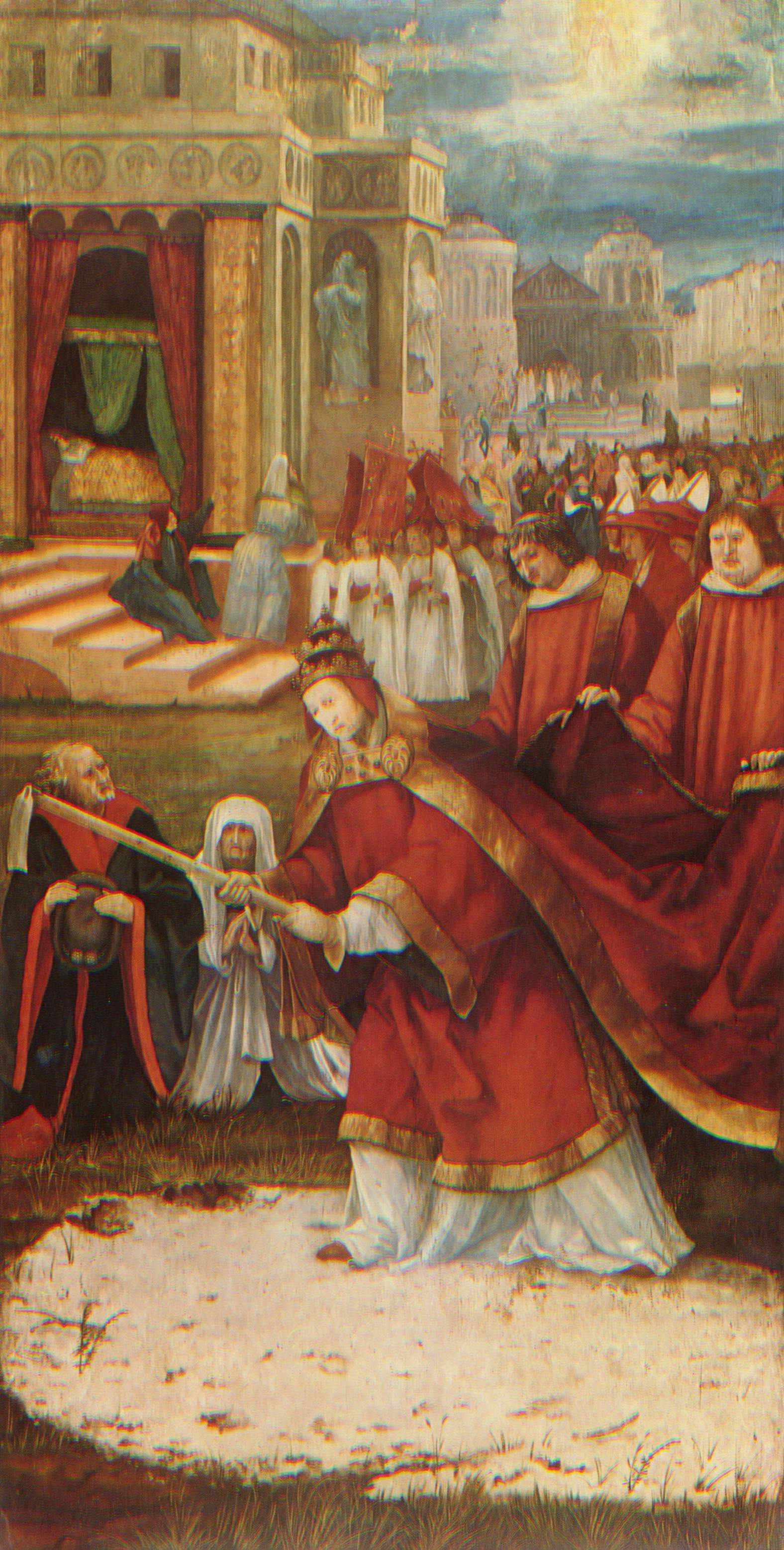
Založení kostela papežem Liberiem na místě, kde sněží

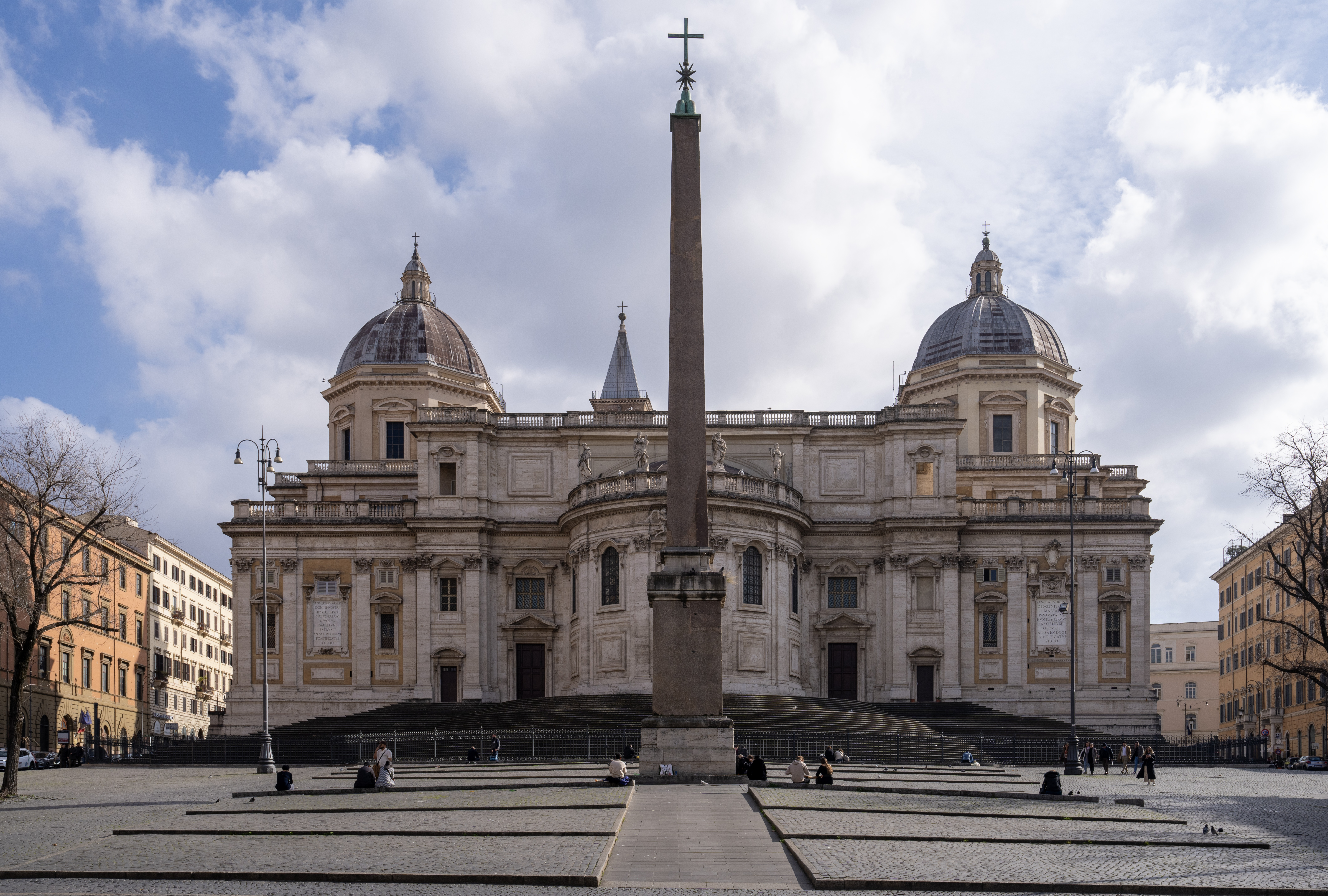
Santa Maria Maggiore od SZ (z Piazza del'Esquilino)

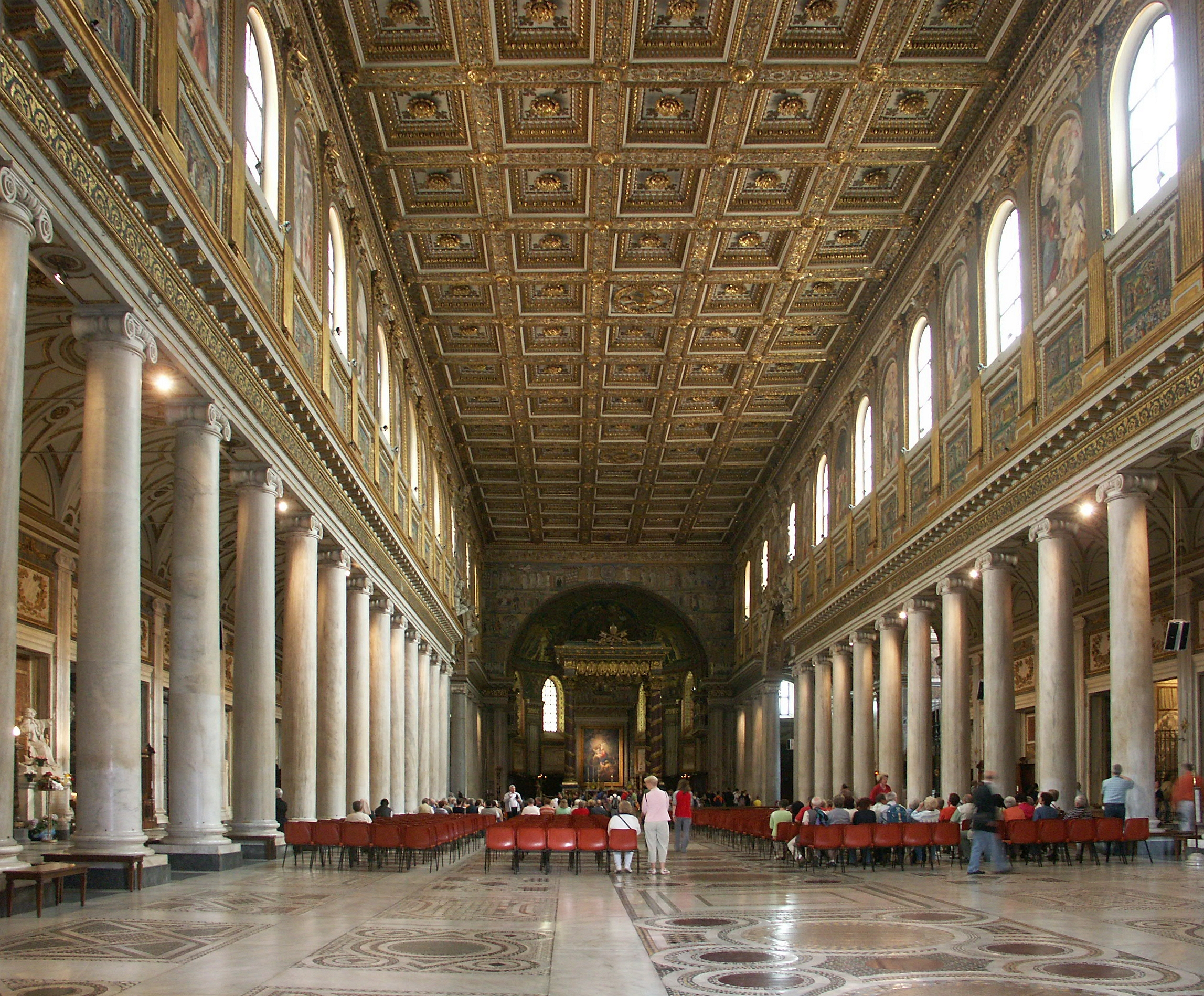
Interiér

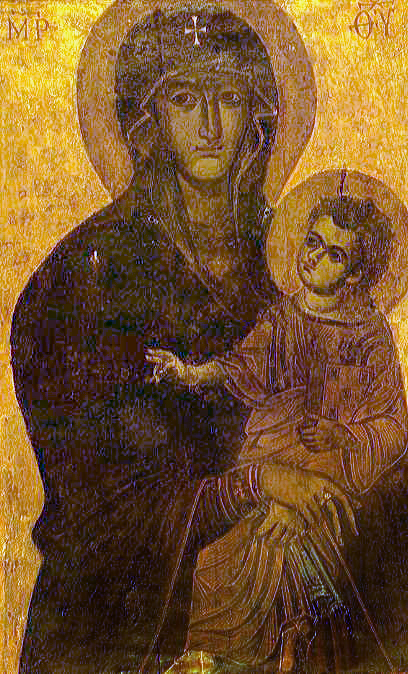
Madona Salus populi romani (6. stol.)

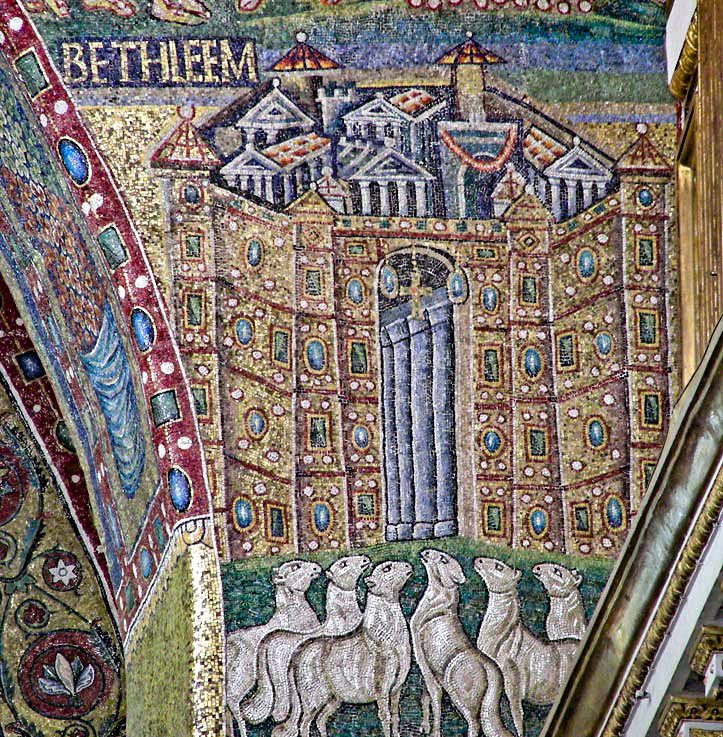
Mozaika na vítězném oblouku (5. stol.)

Bazilika Santa Maria Maggiore [madžóre], též bazilika Panny Marie Sněžné, je jeden z nejvýznamnějších kostelů (basilica maior) v Římě. Stojí na severním okraji pahorku Esquilin, blízko hlavního nádraží (Roma Termini). Byla postavena v letech 432–440, a i když byla v průběhu staletí dále zdobena a přestavována, zachovala se v původní podobě jako příklad starověké římské baziliky. Má exteritoriální status (podobně jako budovy vyslanectví) a patří Vatikánu. Bazilika Santa Maria Maggiore je jedním z objektů v historickém centru Říma, patřících Svatému stolci, které byly v roce 1980 zapsány na Seznam Světového dědictví UNESCO.

## Historie
Starší bazilika Panny Marie, kterou dal postavit papež Liberius v letech 352–366, nestála podle nedávných archeologických výzkumů na tomto místě.[zdroj?] Baziliku dal postavit papež Sixtus III. poté, co Efezský koncil roku 431 potvrdil Ježíšovu matku Pannu Marii jako Bohorodičku (řecky Theotokos), což výrazně podpořilo mariánskou úctu. O té svědčí i zachované mozaiky v lodi a na vítězném oblouku, patrně z téže doby. V tomto kostele roku 867 papež Hadrián II. za přítomnosti svatých Cyrila a Metoděje položil na hlavní oltář slovanské bohoslužebné knihy, a tak je schválil a povolil jejich užívání. Středověký název „Panny Marie Sněžné“ (italsky della Neve) vznikl z legendy, podle níž byl kostel postaven na místě, které se v srpnu pokrylo sněhem. Na tuto legendu odkazuje i zasvěcení kostela Panny Marie Sněžné na Novém Městě v Praze a v Olomouci. Kostel byl pak průběžně opravován a rozšiřován, příčná loď a apsida jsou ze 13. století, zvonice ze 14. století, pozlacený kazetový strop je ze 16. století a po roce 1740 vznikla dnešní barokní fasáda.

## Popis
Bazilika stojí mezi dvěma náměstími, Piazza del’Esquilino na severozápadě a Piazza Santa Maria Maggiore na jihovýchodě, odkud je vstup. Na tomto náměstí stojí mariánský sloup Carla Maderna z roku 1614, který se stal vzorem pro stovky barokních sloupů po celé Evropě.
Kostel o rozměrech 92 × 80 m je klasická trojlodní sloupová bazilika se zvonicí vysokou 75 m a apsidou na západní straně. Hlavní (jihovýchodní) průčelí doplňují renesanční přístavby, takže celek tvoří obdélník. Fasádu přestavěl architekt Ferdinando Fuga roku 1743 tak, že zachoval starší fasádu lodi s mozaikami ze 12. století.
Hlavní loď je 30 m široká, krytá dřevěným, pozlaceným kazetovým stropem podle návrhu Giuliana da Sangallo. Mramorová mozaiková podlaha je z poloviny 12. století. Nižší boční lodi jsou odděleny 40 antickými sloupy ze žuly a z mramoru, které pocházejí z nějaké starší stavby. Mozaiky v hlavní lodi a na vítězném oblouku patří k nejcennějším částem kostela. Pocházejí z poloviny 5. století a znázorňují jednak oslavu Panny Marie jako Matky Boží, jednak příběhy Starého zákona s jejich naplněním v Novém zákoně. Mozaika Korunování Panny Marie v hlavní apsidě je z roku 1295. Pod hlavním oltářem je krypta Narození Páně (také sv. Matěje), kde se v křišťálovém relikviáři uchovávají domnělé pozůstatky betlémských jeslí a kde je také pohřben sv. Jeroným, poustevník a překladatel bible ze 4. století.
V pravé příční lodi je Sixtinská kaple (podle papeže Sixta V., nesouvisí se Sixtinskou kaplí ve Vatikánu) podle návrhu Domenika  Fontany s manýristickou výzdobou ze 16. století a před ní je náhrobek slavného architekta a sochaře Berniniho. V protějším levém křídle je kaple Borghese z roku 1611 podle návrhu Flaminia Ponzia, na hlavním oltáři je ikona Panny Marie ze 6. století, zvaná „Salus populi romani“.